# Lijst van voetbalinterlands Engeland - Oekraïne
Deze lijst van voetbalinterlands is een overzicht van alle officiële voetbalwedstrijden tussen de nationale teams van Engeland en Oekraïne. De landen speelden tot op heden tien keer tegen elkaar. Het eerste duel was een vriendschappelijke wedstrijd, die werd gespeeld op 31 mei 2000 in Londen. De laatste ontmoeting, een kwalificatiewedstrijd voor het Europees kampioenschap voetbal 2024, vond plaats in Wrocław (Polen) op 9 september 2023.

## Wedstrijden
| №  | Plaats          | Datum             | Competitie           | Wedstrijd           | Uitslag |
| -- | --------------- | ----------------- | -------------------- | ------------------- | ------- |
| 1  | Londen          | 31 mei 2000       | Vriendschappelijk    | Engeland – Oekraïne | 2 – 0   |
| 2  | Newcastle       | 18 augustus 2004  | Vriendschappelijk    | Engeland – Oekraïne | 3 – 0   |
| 3  | Londen          | 1 april 2009      | WK 2010 kwalificatie | Engeland – Oekraïne | 2 – 1   |
| 4  | Dnjepropetrovsk | 10 oktober 2009   | WK 2010 kwalificatie | Oekraïne – Engeland | 1 – 0   |
| 5  | Donetsk         | 19 juni 2012      | EK 2012              | Engeland – Oekraïne | 1 – 0   |
| 6  | Londen          | 11 september 2012 | WK 2014 kwalificatie | Engeland − Oekraïne | 1 − 1   |
| 7  | Kiev            | 10 september 2013 | WK 2014 kwalificatie | Oekraïne − Engeland | 0 − 0   |
| 8  | Rome            | 3 juli 2021       | EK 2020              | Oekraïne – Engeland | 0 – 4   |
| 9  | Londen          | 26 maart 2023     | EK 2024 kwalificatie | Engeland − Oekraïne | 2 − 0   |
| 10 | Wrocław         | 9 september 2023  | EK 2024 kwalificatie | Oekraïne − Engeland | 1 − 1   |

## Samenvatting
| Competitie        | Totaal gespeeld | Winst Engeland | Gelijk | Winst Oekraïne | Doelsaldo Engeland – Oekraïne |
| ----------------- | --------------- | -------------- | ------ | -------------- | ----------------------------- |
| WK-kwalificatie   | 4               | 1              | 2      | 1              | 3 − 3                         |
| EK-eindronde      | 2               | 2              | 0      | 0              | 5 − 0                         |
| EK-kwalificatie   | 2               | 1              | 1      | 0              | 3 − 1                         |
| Vriendschappelijk | 2               | 2              | 0      | 0              | 5 − 0                         |
| Totaal            | 10              | 6              | 3      | 1              | 16 − 4                        |

Wedstrijden bepaald door strafschoppen worden, in lijn met de FIFA, als een gelijkspel gerekend.

## Details

### Eerste ontmoeting
|                                                                                      |       |          |
| Engeland                                                                             | 2 – 0 | Oekraïne |
| Robbie Fowler 45' Tony Adams 68'                                                     | goals |          |
| - Debuut van Steven Gerrard (Liverpool) en Gareth Barry (Aston Villa) voor Engeland. |       |          |

### Tweede ontmoeting
|                                                                     |       |          |
| Engeland                                                            | 3 – 0 | Oekraïne |
| David Beckham 27' Michael Owen 50' Shaun Wright-Phillips 72'        | goals |          |
| - Debuut van Shaun Wright-Phillips (Manchester City) voor Engeland. |       |          |

### Derde ontmoeting
| Engeland                        | 2 – 1 | Oekraïne               |
| Peter Crouch 29' John Terry 85' | goals | 74' Andrij Sjevtsjenko |

### Vierde ontmoeting
|                                                                            |              |                  |
| Oekraïne                                                                   | 1 – 0        | Engeland         |
| Serhij Nazarenko 30'                                                       | goals        |                  |
|                                                                            | rode kaarten | 12' Robert Green |
| - Andrij Sjevtsjenko mist namens Oekraïne in de 16e minuut een strafschop. |              |                  |

### Vijfde ontmoeting
| Engeland | 1 – 0        | Oekraïne |
| Wayne Rooney 48' | doelpunten   | |
| Roy Hodgson | bondscoach   | Oleh Blochin |
| Joe Hart Glen Johnson Ashley Cole John Terry Joleon Lescott Steven Gerrard James Milner 69' Wayne Rooney 87' Ashley Young Scott Parker Danny Welbeck 82' | opstellingen | Andrij Pjatov Yevhen Selin Jevhen Chatsjeridi Oleg Goesjev Jaroslav Rakitskiy Anatoli Tymosjtsjoek Andriy Yarmolenko Jevhen Konopljanka 77' Artem Milevsky 78' Denys Harmasj 70' Marko Dević |
| Theo Walcott 69' Andy Carroll 82' Alex Oxlade-Chamberlain 87'                                                                                            | wissels      | 70' Andrij Sjevtsjenko 77' Bohdan Boetko 78' Serhij Nazarenko |
| Steven Gerrard 73' Ashley Cole 78' | gele kaarten | 63' Anatoli Tymosjtsjoek 74' Jaroslav Rakitskiy 86' Andrij Sjevtsjenko |

### Zesde ontmoeting
| Engeland                 | 1 – 1        | Oekraïne               |
| Frank Lampard 87' (pen.) | goals        | 38' Jevhen Konopljanka |
| Steven Gerrard 54', 88'  | rode kaarten |                        |

FA · A-internationals · Selecties · Bondscoaches · Engels vrouwenelftal · Brits olympisch elftal · Engeland -21 · Engeland -20 · Engeland -19 · Engeland -18 · Engeland -17 · Engeland -16 · Vrouwen -17
1872 – 1899 ·
1900 – 1919 ·
1920 – 1929 ·
1930 – 1939 ·
1940 – 1949 ·
1950 – 1959 ·
1960 – 1969 ·
1970 – 1979 ·
1980 – 1989 ·
1990 – 1999 ·
2000 – 2009 ·
2010 – 2019 ·
2020 − 2029
EK's: 1968 ·
1980 ·
1988 ·
1992 ·
1996 ·
2000 ·
2004 ·
2012 · 
2016 · 
2020 · 
2024
WK's: 1950 ·
1954 ·
1958 ·
1962 ·
1966 ·
1970 ·
1982 ·
1986 ·
1990 ·
1998 ·
2002 ·
2006 ·
2010 ·
2014 ·
2018 · 
2022
Albanië ·
Algerije ·
Andorra ·
Argentinië ·
Australië ·
Azerbeidzjan ·
België ·
Bosnië en Herzegovina ·
Brazilië ·
Bulgarije ·
Canada ·
Chili ·
China ·
Colombia ·
Costa Rica ·
Cyprus ·
Denemarken ·
DDR · 
Duitsland ·
Ecuador ·
Egypte ·
Estland ·
Finland ·
Frankrijk ·
Georgië ·
Ghana ·
GOS ·
Griekenland ·
Honduras ·
Hongarije ·
Ierland ·
IJsland · 
Iran ·
Israël ·
Italië ·
Ivoorkust ·
Jamaica ·
Japan ·
Joegoslavië ·
Kameroen ·
Kazachstan ·
Koeweit ·
Kosovo ·
Kroatië ·
Liechtenstein ·
Litouwen ·
Luxemburg ·
Maleisië ·
Malta ·
Marokko ·
Mexico ·
Moldavië ·
Montenegro ·
Nederland ·
Nieuw-Zeeland ·
Nigeria ·
Noord-Ierland ·
Noord-Macedonië ·
Noorwegen ·
Oekraïne ·
Oostenrijk ·
Panama · 
Paraguay ·
Peru · 
Polen ·
Portugal ·
Roemenië ·
Rusland ·
San Marino · 
Saoedi-Arabië ·
Schotland ·
Senegal ·
Servië ·
Servië en Montenegro · 
Slovenië ·
Slowakije ·
Sovjet-Unie ·
Spanje ·
Trinidad en Tobago ·
Tsjechië ·
Tsjecho-Slowakije ·
Tunesië ·
Turkije ·
Uruguay ·
Verenigde Staten ·
Wales ·
Wit-Rusland ·
Zuid-Afrika ·
Zuid-Korea ·
Zweden ·
Zwitserland
Algerije (2010) · 
Argentinië (1986) · 
Argentinië (1998) · 
Argentinië (2002) · 
België (1990) · 
België (2018, 1) · 
België (2018, 2) · 
Brazilië (2002) · 
Colombia (1998) ·
Colombia (2018) ·
Costa Rica (2014) ·
Denemarken (2002) ·
Denemarken (2021) · 
Duitsland (2000) ·
Duitsland (2010) ·
Duitsland (2021) ·
Ecuador (2006) ·
Egypte (1990) ·
Frankrijk (1982) ·
Frankrijk (2012) ·
Frankrijk (2022) ·
Ierland (1990) · 
IJsland (2016) ·
Italië (1990) · 
Italië (2012) · 
Italië (2014) · 
Italië (2021) · 
Kameroen (1990) · 
Koeweit (1982) · 
Kroatië (2018) ·
Kroatië (2021) · 
Marokko (1986) · 
Nederland (1990) · 
Nigeria (2002) · 
Oekraïne (2012) · 
Oekraïne (2021) ·
Panama (2018) · 
Paraguay (1986) · 
Paraguay (2006) · 
Polen (1986) · 
Portugal (1986) · 
Portugal (2000) · 
Portugal (2006) · 
Roemenië (1998) ·
Roemenië (2000) ·
Rusland (2016) ·
Schotland (2021) ·
Senegal (2022) ·
Slovenië (2010) ·
Slowakije (2016) ·
Spanje (1982) ·
Spanje (2024) ·
Trinidad en Tobago (2006) ·
Tsjechië (2021) ·
Tsjecho-Slowakije (1982) ·
Tunesië (1998) ·
Tunesië (2018) ·
Uruguay (2014) ·
Verenigde Staten (2010) ·
Wales (2016) · 
West-Duitsland (1966) ·
West-Duitsland (1982) ·
West-Duitsland (1990) ·
Zweden (2002) ·
Zweden (2006) · 
Zweden (2012)
FFOe · A-internationals · Bondscoaches · Statistieken · Oekraïens vrouwenelftal · Olympisch elftal · Oekraïne U21 · Oekraïne U20 · Oekraïne U19 · Oekraïne U18 · Oekraïne U17 · Oekraïne U16
1992 – 1999 · 
2000 – 2009 · 
2010 – 2019 · 
2020 – 2029
EK's: 1992** · 
1996 · 
2000 · 
2004 · 
2008 · 
2012 · 
2016 · 
2020 · 
2024
WK's: 1994 · 
1998 · 
2002 · 
2006 · 
2010 · 
2014 · 
2018 ·
2022
1992 · 
1993 · 
1994 · 
1995 · 
1996 · 
1997 · 
1998 · 
1999 · 
2000 · 
2001 · 
2002 · 
2003 · 
2004 · 
2005 · 
2006 · 
2007 · 
2008 · 
2009 · 
2010 · 
2011 · 
2012 · 
2013 · 
2014 · 
2015 ·
2016 ·
2017 ·
2018 ·
2019 ·
2020 ·
2021
Albanië ·
Andorra ·
Armenië ·
Azerbeidzjan ·
Bahrein ·
België ·
Bosnië en Herzegovina ·
Brazilië ·
Bulgarije ·
Canada ·
Chili ·
Costa Rica ·
Cyprus ·
Denemarken ·
Duitsland ·
Engeland ·
Estland ·
Faeröer ·
Finland · 
Frankrijk ·
Georgië ·
Griekenland ·
Hongarije ·
Ierland ·
IJsland ·
Iran ·
Israël ·
Italië ·
Japan ·
Joegoslavië ·
Kameroen · 
Kazachstan ·
Kosovo ·
Kroatië ·
Letland ·
Libië ·
Litouwen ·
Luxemburg ·
Malta ·
Marokko ·
Mexico ·
Moldavië ·
Montenegro ·
Nederland ·
Niger ·
Nigeria ·
Noord-Ierland ·
Noord-Macedonië ·
Noorwegen ·
Oezbekistan ·
Oostenrijk ·
Polen ·
Portugal ·
Roemenië ·
Rusland ·
San Marino ·
Saoedi-Arabië ·
Schotland ·
Servië ·
Servië en Montenegro ·
Slovenië ·
Slowakije ·
Spanje ·
Tsjechië ·
Tunesië ·
Turkije ·
Uruguay ·
Verenigde Arabische Emiraten ·
Verenigde Staten ·
Wales ·
Wit-Rusland ·
Zuid-Korea ·
Zweden ·
Zwitserland
Duitsland (2016) ·
Engeland (2012) · 
Engeland (2021) ·
Frankrijk (2012) · 
Italië (2006) · 
Nederland (2021) · 
Noord-Ierland (2016) · 
Noord-Macedonië (2021) · 
Oostenrijk (2021) · 
Saoedi-Arabië (2006) ·
Spanje (2006) ·
Tunesië (2006) ·
Zweden (2012) · 
Zweden (2021) · 
Zwitserland (2006)
** = Onder de naam Gemenebest van Onafhankelijke Staten